# Usage du terme aztèque
« Aztèque » (en espagnol : azteca, en anglais : aztec) est un mot français dérivé du mot nahuatl « azteca » (« ceux d'Aztlan ») désignant dans l'historiographie traditionnelle et dans l'usage courant le peuple et l'État précolombiens dont la capitale était Mexico-Tenochtitlan et qui a été victime de la conquête d'Hernán Cortés dans les années 1519-1521.
Ce terme dont la définition actuelle est variable et controversée chez les spécialistes de la Mésoamérique, date de l'époque coloniale du Mexique et on lui préfère aujourd'hui le mot mexica.

## Evolution historique
Les sources sont diverses chroniques indigènes et espagnoles de l'époque coloniale.

### Origine du termeazteca
Dans la mythologie des « Aztèques », Aztlan est un lieu mythique dont sont partis leurs ancêtres pour une migration qui les a amenés à Mexico.
Dans ces conditions, les azteca sont, fondamentalement, « le peuple d'Aztlan », mais aussi, par dérivation, « les gens partis d'Aztlan » (et venus à Mexico).

### Ethnonymes de l'époque précolombienne
Dans leur langue, le nahuatl, les « Aztèques » se désignaient eux-mêmes, ainsi que leurs ancêtres, par plusieurs ethnonymes, dont azteca :
- « Azteca » (« ceux d'Aztlan ») désignait donc « le peuple d'Aztlan », mais aussi ceux qui en sont partis, du moins au début de la migration[1] ; dans ce cas, ce terme peut être accompagné d'un ethnonyme complémentaire, comme Chicomoztoca[2](« de Chicomoztoc ») ou Teocolhuaca[3] (« de Teocolhuacan »), en relation avec un de leurs lieux de résidence pendant la migration.

- « Mexitin » (« ceux de Mexitl ») : selon les légendes, ce nom leur est donné par le dieu tribal Huitzilopochtli au cours de leur migration d'Aztlan à Mexico[4] (ils cessent alors d'être des « gens d'Aztlan »).

- « Mexica Tenochca » (« ceux de Mexico-Tenochtitlan ») : cette formule les désigne à partir de leur sédentarisation définitive autour de Mexico[5].

- « Mexica » : ce terme inclut, dans certains cas[pas clair], les habitants de Mexico-Tlatelolco.

Azteca était donc utilisé, mais en référence au passé plutôt qu'au présent des « Aztèques ». 

### Usages de l'époque coloniale
Aux XVIe et XVIIe siècles, pendant la conquête et la colonisation du Mexique, les chroniqueurs espagnols traduisent le plus souvent traduit les termes Mexitin et Mexica par Mexicanos (« Mexicains »).

### Le succès du terme «aztèque» auXIXesiècle
Ces termes ont ensuite été le plus souvent remplacés dans les langues européennes par le terme « aztèque » ; cet usage a été initié à partir de 1810 par Alexander von Humboldt et a été popularisé après la publication en 1843 du livre de William H. Prescott, The History of the Conquest of Mexico. 

### Usage actuel
Cet usage reste très courant, même au Mexique, bien qu'il soit considéré comme abusif par de nombreux spécialistes contemporains, surtout hispanophones, qui lui préfèrent le terme Mexica, en particulier pour éviter toute confusion avec les autres populations nahuas du centre du Mexique. 
Cette confusion, largement répandue, y compris dans certaines publications spécialisées, est soulignée par Serge Gruzinski : « routine ou ignorance, nous continuons d'appeler Aztèques - un terme qui désigne uniquement les ancêtres mythiques des fondateurs de Mexico - toutes les populations du Mexique central ».

## Variabilité de l'usage
Le vocable « Aztèque » est un terme d'origine mésoaméricaine, dérivé du nahuatl « azteca » (« ceux d'Aztlan »), et dont la définition actuelle, qui reste variable et controversée parmi les spécialistes de la Mésoamérique,, a commencé à être déterminée à l'époque coloniale du Mexique.
Le terme « Aztèque » a été employé et continue de l'être, selon le contexte dans lequel il est utilisé et selon l'origine, l'époque, la formation et le parti pris des auteurs, pour désigner tout ce qui se rapporte aux :
- habitants d'Aztlan ;
- émigrés d'Aztlan et futurs Mexicas (habitants de Mexico-Tenochtitlan ou de Mexico-Tlatelolco), jusqu'à leur changement d'ethnonyme pendant leur migration vers Mexico-Tenochtitlan ;
- habitants de Mexico-Tenochtitlan ou de Mexico-Tlatelolco ; dans ce dernier cas, le plus fréquent[11], il est synonyme de Mexica, et comme ce terme, il est parfois étendu, en particulier pour les sujets socio-politiques, à tout ce qui se rapporte aux :
  - habitants des territoires tributaires des Mexicas (« Mexica tlatocayotl », en nahuatl)
  - habitants des autres « altepeme » membres de la triple alliance (Acolhuas de Texcoco et Tépanèques de Tlacopan) ;
  - habitants de la vallée de Mexico, de manière générale ;
  - habitants des « altepeme » de la triple alliance ainsi que des territoires qui en étaient tributaires (l'« empire aztèque ») ;
  - habitants du Mexique central, de manière encore plus large, des derniers siècles ayant précédé l'arrivée des Espagnols (postclassique moyen et tardif, à partir du XIIe siècle), y compris certains locuteurs d'autres langues que le nahuatl (particulièrement celles du groupe oto-mangue)[11].

### Par thématique

#### Peuple aztèque
Lorsqu'il est utilisé pour désigner des groupes ethniques, le terme « aztèque » fait référence à plusieurs peuples parlant le Nahuatl au centre du Mexique pendant la période postclassique de l’histoire de la méso-amérique, en particulier le groupe ethnique qui a eu un rôle de premier plan dans la constitution de la puissance de l’empire fondé à Tenochtitlan, celui des Mexicas. D'autres groupes ethniques sont associés à l'empire aztèque comme les Acolhuas et les Tépanèques et certains de ces groupes étant incorporés dans l'empire, le terme « aztèque » est parfois également utilisé à leur propos. Dans son ancien usage le terme était couramment employé à propos des groupes ethniques modernes parlant le nahuatl considéré comme la « langue aztèque ». Dans la terminologie actuelle, ces groupes ethniques sont plutôt désignés sous le nom de Nahuas,. En linguistique le terme « aztèque » est toujours utilisé pour désigner la branche des langues uto-aztèques (parfois aussi appelées langues Yuto-nahuan) qui comprend la langue nahuatl et celles qui lui sont étroitement apparentées les langues Pochutec et la  langue Pipil.
Pour les Aztèques eux-mêmes le mot « azteca » n'était pas une exonymie pour désigner un groupe ethnique particulier. Il s’agissait plutôt d’un terme générique utilisé pour désigner plusieurs groupes ethniques, qui ne parlaient pas tous le nahuatl, qui se proclamaient les héritiers du lieu mythique des origines, Aztlan.
Parfois, le terme aztèque est remplacé dans son sens général par « Mexica », mais cet usage ne tient pas compte du fait que l'utilisation du mot « aztèque » n'est généralement pas limité au groupe ethnique des Mexicas qui occupait seulement la partie sud de l'île de Mexico-Tenochtitlan, mais inclut également d'autres groupes d'ethnie différente.

#### Culture aztèque
La culture aztèque est la culture du peuple désigné sous le nom d’Aztèques, mais étant donné que tous les groupes ethniques du centre du Mexique pendant la période postclassique partagent les mêmes traits culturels principaux, beaucoup d’éléments fondamentaux de la culture aztèque ne peuvent pas être considérés comme exclusivement Aztèques. Pour la même raison la notion de « civilisation aztèque » doit être comprise comme un horizon particulier de la civilisation méso-américaine en général.
Parmi les traits culturels que les Aztèques de Tenochtitlan partagent avec de nombreuses autres cultures du centre du Mexique on trouve l’agriculture basée sur la culture du maïs, l'organisation sociale basée sur la division de la société en deux classes, une classe noblepipiltin et une classe de roturiers macehualli, l'ensemble des croyances et pratiques religieuses, y compris la plus grande partie du panthéon (par exemple les dieux tels que Tezcatlipoca, Tlaloc et Quetzalcóatl), le système calendaire duxiuhpohualli de 365 jours intercalé avec le tonalpohualli de 260 jours. Parmi les traits culturels particuliers aux Aztèques de Tenochtitlan citons la vénération du Dieu tutélaire des Mexicas Huitzilopochtli, la construction de pyramides jumelles, et la céramique connue sous le nom d’Aztèque I à III.

#### Empire aztèque
L’Empire aztèque était un vaste empire tributaire de Tenochtitlan, qui avait étendu son pouvoir en Mésoamérique pendant la période postclassique tardive. Il trouve son origine en 1427 avec la Triple alliance entre la cité-état de Tenochtitlan, Texcoco et Tlacopan qui se sont alliés pour vaincre l’état Tépanèques d’Azcapotzalco qui dominait auparavant le bassin de Mexico. Bientôt Texcoco et Tlacopan sont devenus des partenaires secondaires de l'alliance qui était de facto dirigée par les Mexicains de Tenochtitlan. L'empire a étendu sa zone d’influence en combinant le commerce et la conquête militaire. Il n'a jamais été un véritable empire contrôlant des territoires en installant des garnisons militaires dans les provinces conquises, mais une puissance contrôlant ses États vassaux principalement en installant des dirigeants bien disposés à son égard dans les villes conquises ou en concluant des alliances matrimoniales entre les dynasties régnantes, et en installant une idéologie impériale dans les États vassaux. Les États vassaux payaient tribut à l'empereur aztèque, le Tlatoani dans le cadre d’une stratégie économique tendant à limiter la communication et les échanges entre les états périphériques pour les rendre dépendants du centre de l’empire pour l'acquisition de biens de luxe. Le poids politique de l'empire se faisait sentir loin au sud de la Méso-Amérique en conquérant des cités jusqu’au Chiapas et au Guatemala et s'étendait de l'océan Pacifique à l'océan Atlantique. L'empire a atteint son extension maximale en 1519, juste avant l'arrivée des conquistadors espagnols menés par Cortés qui a réussi à renverser l'empire aztèque en s'alliant avec quelques-uns des ennemis traditionnels des Aztèques, les habitants de l’état de Tlaxcala qui parlaient le nahuatl.